# GT-T
Der GT-T (russisch ГТ-Т) ist ein sowjetisches extrem geländegängiges und schwimmfähiges Transportfahrzeug. 
Es wurde entwickelt, um Menschen und Material im unwegsamen, schneebedeckten oder sumpfigen Gelände des hohen Nordens und Sibiriens zu transportieren. Es ist für extreme Temperaturen von −45 °C bis +45 °C ausgelegt.
Die Produktion begann 1962. Die Produktionsrate wurde von 10 Stück pro Monat auf 110 bis 120 Stück pro Monat ab 1966 gesteigert.
Breite Verwendung fand es in der Roten Armee.
Im Film Sibiriade kommt ein Fahrzeug dieses Typs als Symbol für moderne Technik vor.